# Hugo Suchomel
Hugo Franz Suchomel (* 30. März 1883 in Wien; † 1. August 1957 ebenda) war ein österreichischer Jurist und Ministerialbeamter.

## Leben und Wirken
Suchomel, dessen Vater Militärmedikamentendirektor war, absolvierte die gymnasiale Schullaufbahn in Lemberg und Wien. Anschließend studierte er an der Universität Wien Rechtswissenschaft und wurde 1907 zum Dr. jur. promoviert. Nach Ablegung der Prüfung für das Richteramt war er von 1910 bis 1914 als Richter im Sprengel des Oberlandesgerichts Wien tätig. Im Mai 1914 wechselte er in das österreichisch-ungarische Justizministerium. Er stieg bis 1927 im österreichischen Justizministerium zum Ministerialrat auf. Ab 1933 leitete er die Abteilung für Straf- und Strafprozessrecht und wurde am 7. März 1938 durch Bundeskanzler Kurt Schuschnigg noch zum Sektionschef befördert. Von 1933 bis 1938 hatte er der Vaterländischen Front angehört.
Nach dem Anschluss Österreichs an das nationalsozialistische Deutsche Reich wurde Suchomel in das Reichsjustizministerium berufen, wo er ab Oktober 1938 als Ministerialdirektor die Abteilung Österreich in Wien leitete. Laut den von dem Juristen Werner Schubert herausgegebenen Quellen zur Reform des Straf- und Strafprozeßrechts wurde Suchomel Mitglied der NSDAP, die sich in diesem Fall auf das Bundesarchiv Koblenz berufen. Nach Claudia Kuretsidis-Haider war er kein Parteimitglied. Anfang April 1939 wechselte er nach Berlin in das Reichsjustizministerium. Im selben Jahr wurde er zum Ministerialdirigenten ernannt. Im Reichsjustizministerium leitete er unter anderem die Unterabteilung III/C (Oberlandesgerichtsbezirke der Ostmark). Er gehörte zu den Protagonisten „der Rechtsangleichung zwischen Deutschland und Österreich“ und war „maßgeblich daran beteiligt, dass das deutsche Strafrecht nicht vollständig übernommen wurde, sondern Teile des österreichischen Rechts in Kraft blieben“. Später war Suchomel auch für die Strafgesetzgebung im Protektorat Böhmen und Mähren zuständig. Suchomel nahm vom 23. bis 24. April 1941 an einer Tagung der höchsten Juristen im „Haus der Flieger“ in Berlin teil, wo die Teilnehmer über die „Aktion T4“ zur „Vernichtung lebensunwerten Lebens“ („Euthanasie“) unterrichtet wurden. Belegt ist ein Schreiben Suchomels an den Reichsjustizminister vom 27. November 1944, in dem er die Bestellung eines weiteren Scharfrichters für den Vollstreckungsbezirk Wien mitteilt.
Nach Kriegsende wurde er laut eigener Aussage am 23. Juli 1945 aufgrund seines hohen Beamtenrangs in automatischen Arrest genommen, aus dem er am 16. April 1946 wieder entlassen wurde. Nach seiner Entlassung wurde er noch im selben Jahr erneut Sektionschef im österreichischen Justizministerium. Im Zuge des Nürnberger Ärzteprozesses gab Suchomel am 21. Februar 1947 für die Anklage schriftlich eine eidesstattliche Erklärung zum Tatkomplex Euthanasie ab. Zu einem Politskandal entwickelte sich Suchomels Nichterscheinen während des Stich-Prozesses. Der ehemalige Generalstaatsanwalt in Wien Johann Karl Stich musste sich mit zwei weiteren Angeklagten im Mai/Juni 1948 vor dem Wiener Volksgericht wegen der Beteiligung an NS-Verbrechen verantworten. Stich bestand auf der Einvernahme Suchomels, da dieser als sein Vorgesetzter ihm während der NS-Zeit Weisungen erteilt habe. Suchomel blieb zunächst trotz Ladung der Gerichtsverhandlung mit Hinweis auf einen krankheitsbedingten Erholungsurlaub fern. Dann wurde Suchomel durch einen Gerichtsarzt auf seine Vernehmungsfähigkeit untersucht und für aussagefähig befunden. Am 4. Juni 1948 erschien Suchomel schließlich vor Gericht und sagte zur Sache aus, u. a. zu Begnadigungsmöglichkeiten der 44 zum Tode verurteilten Häftlinge, die Mitte April 1945 aus Wien in das Zuchthaus Stein verbracht und dort erschossen wurden. Zu seinem eigenen Wirken führte Suchomel aus, dass er zwar auf Weisung des Staatssekretärs Roland Freisler einen Entwurf zur Reichsstrafgesetzgebung in Österreich ausgearbeitet, aber dagegen mit einer Denkschrift Stellung bezogen habe. Der Chefredakteur der österreichischen Zeitung Der Abend Bruno Frei richtete an den österreichischen Justizminister Josef Gerö am 4. Juni 1948 einen offenen Brief, worin er Suchomel unter anderem als „hochaktiven Kollaborateur“ des NS-Systems bezeichnete. Nun sei dieser im Nachkriegsösterreich wieder Sektionschef, und deswegen habe das Justizministerium versucht, Einfluss auf das Gerichtsverfahren zu nehmen. Am 7. Juni 1948 wurde Gerö in dieser Zeitung vorgeworfen, dass er deswegen keine öffentliche Aussage Suchomels im Prozess gewünscht habe. In der öffentlichen Diskussion spielten sein Wissen um die Patientenmorde im Rahmen des NS-Euthanasieprogramms und auch die Bestellung eines Scharfrichters keine Rolle. Nach Auseinandersetzungen im österreichischen Parlament wurde Suchomel 1948 pensioniert.
Suchomel galt nach 1945 als „Bewahrer der österreichischen Strafprozessordnung“ während der NS-Zeit. Er wurde auch durch seine Schriften zum Strafrecht in der österreichischen Rechtsliteratur bekannt. Auf Betreiben des seinerzeitigen Dekans Fritz Schwind wurde Suchomel am 17. März 1957 durch die Erneuerung seines Doktordiploms aufgrund „seiner großen Verdienste im Justizministerium von 1917 bis 1948“ durch die Universität Wien feierlich geehrt. Mitte der 1980er Jahre mutmaßte der damalige Rektor der Universität Wien, dessen Vater im KZ Sachsenhausen ermordet worden war, dass die juristische Fakultät seinerzeit „über die böse Vorgeschichte nicht informiert war“.
Suchomel war mit Bertha Henke verheiratet, das Paar hatte drei Kinder.